# Polynoncus patriciae
Polynoncus patriciae är en skalbaggsart som beskrevs av Riccardo Pittino 1987. Polynoncus patriciae ingår i släktet Polynoncus och familjen knotbaggar. Inga underarter finns listade i Catalogue of Life.